# 썸 오브 올 피어스 (영화)
《썸 오브 올 피어스》(영어: The Sum of All Fears)는 2002년 개봉한 미국의 첩보 스릴러 영화이다. 톰 클랜시의 동명 소설 "공포의 총합"이 원작이다. 2002년이 배경이며, 젊은 중앙정보국(CIA) 분석가 잭 라이언이 핵전쟁 위기를 막으려는 이야기이다. 

## 줄거리
2002년. 오스트리아의 신나치주의 지도자는 미국과 러시아 간에 핵전쟁을 일으켜 유럽을 지배하려 한다. 그는 비밀리에 핵무기를 만들고, 이를 이용해 볼티모어에서 폭탄 테러를 일으킨다. 동시에 매수된 러시아 공군 장군이 미국 항공 모함을 공격하면서 미국과 러시아는 전쟁 직전까지 간다.
잭 라이언은 볼티모어 폭탄이 러시아제가 아니라 암시장에서 거래된 무기라는 것을 알아챈다. 그는 핵폭탄이 우크라이나에서 만들어져 미국으로 옮겨졌다는 사실을 밝혀내고, 신나치주의 조직이 배후에 있다는 것을 알게 된다. 또한 러시아 측에 이 테러가 러시아의 소행이 아니라는 사실을 알리고, 전쟁을 막기 위해 노력한다.
결국 잭 라이언은 미국과 러시아 정상을 설득하여 핵전쟁을 막고, 테러 조직을 제거하는 데 성공한다.

## 출연
- 벤 애플렉 - 잭 라이언 역
- 모건 프리먼 - 윌리엄 캐벗 CIA 국장 역
- 제임스 크롬웰 - J. 로버트 파울러 역
- 리에브 슈라이버 - 존 클라크 역
- 브리짓 모이너핸 - 캐서린 멀러 의사 역
- 앨런 베이츠
- 키어런 하인즈
- 필립 베이커 홀
- 론 리프킨
- 브루스 맥길
- 콜름 피오
- 조지프 서머
- 켄 젱킨스
- 마이클 번

## 같이 보기
- 피스메이커 (영화)